# Bucanetes mongolicus
El camachuelo mongol o camachuelo mongolés (Bucanetes mongolicus) es una especie de ave paseriforme de la familia Fringillidae nativa de Asia.

## Descripción
Es un pájaro pequeño y rechoncho de alas largas. Tiene la cabeza grande, y el pico corto y grueso de color amarillo grisáceo. Tiene las partes superiores de color marrón arena. Durante la época de reproducción, los machos tienen el plumaje de la cara y las partes inferiores de tono rosado, con extensas áreas blancas y rosadas en las alas, patrón que también está presente pero menos marcado en el plumaje no reproductivo.

## Taxonomía
Esta especie ha sido incluida en un grupo de fringílidos de zonas áridas cercanamente emparentados, que comprende las siguientes especies: Leucosticte arctoa tephrocotis, Leucosticte arctoa arctoa, Carpodacus nipalensis, Rhodopechys githaginea, Rhodopechys mongolica.
Su filogenia fue obtenida por Antonio Arnaiz-Villena et al.

## Distribución y hábitat

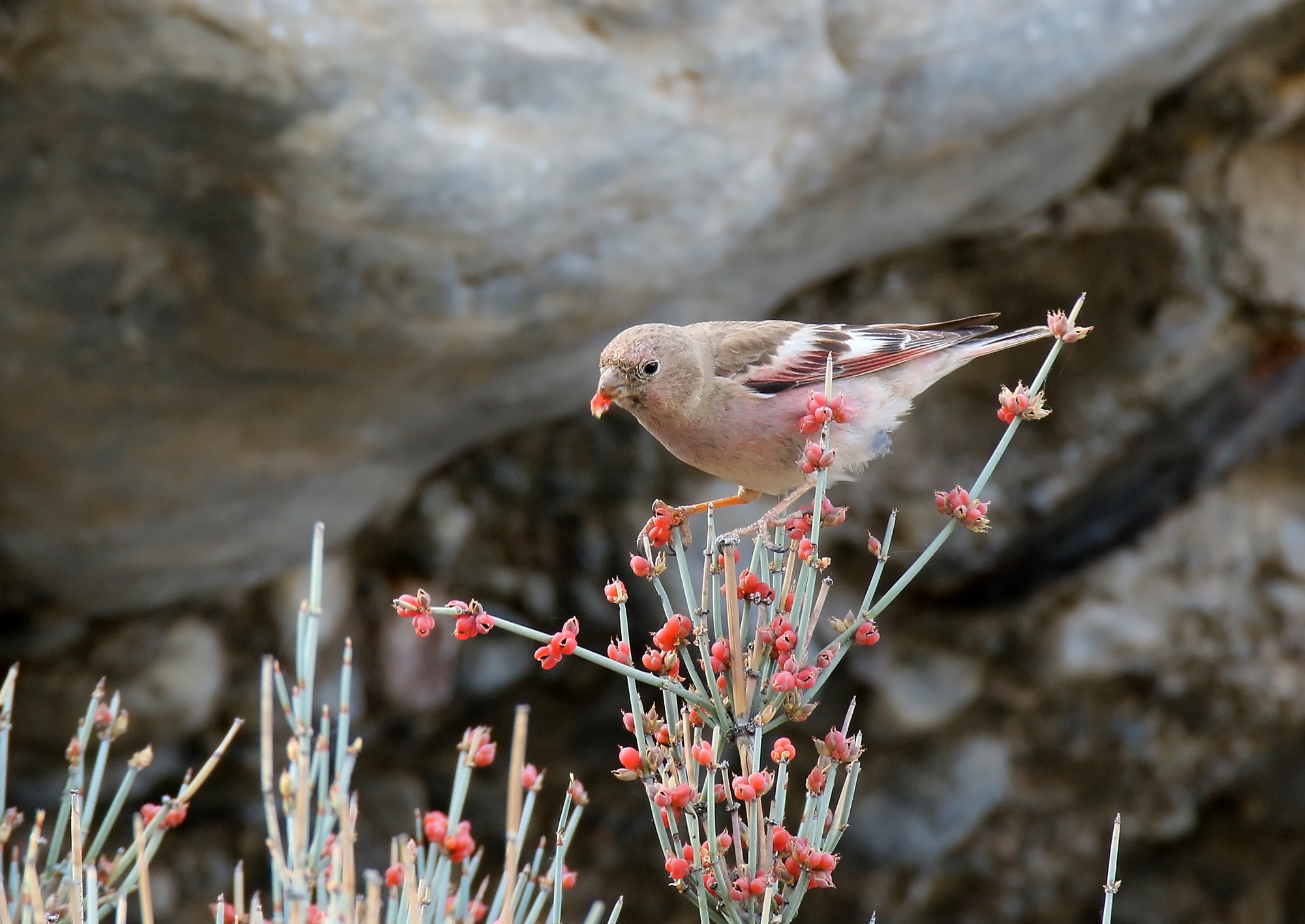
Camachuelo mongol (Bucanetes mongolicus) en Khudabad, Gojal, Gilgit-Baltistan, Pakistán

Se distribuye desde el este de Turquía, a través del Cáucaso y Asia Central hasta el oeste de China y Mongolia y Cachemira. Se reproduce en áreas montañosas de desiertos pedregosos o matorral semiáridos y pendientes rocosas. Es nativo de Afganistán, Armenia, Azerbaiyán, China, Pakistán, Irán, Kazajistán, Kirguistán, Mongolia, India, Nepal, Rusia, Tayikistán, Turquía y Uzbekistán. Es vagabundo en Baréin.